# Rivière Saint-Éloi
Pour les articles homonymes, voir Saint Éloi et Tohon.
La rivière Saint-Éloi ou de Saint-Éloi, aussi appelée le Tohon, est un cours d'eau français coulant dans le département du Morbihan. Elle est longue de 36,68 km et se jette dans Mor braz (océan Atlantique).

## Parcours
La rivière Saint-Éloi prend sa source dans la commune de La Vraie-Croix à quelque 120 m d'altitude, puis passe par Questembert, où elle forme l'étang de Célac, Noyal-Muzillac et Muzillac, où elle traverse l'étang de Pen Mur. Elle rejoint l'océan à Billiers au niveau de la pointe de Pen Lan, au nord de l'estuaire de la Vilaine.